# Suillia taigensis
Suillia taigensis är en tvåvingeart som beskrevs av Gorodkov 1979. Suillia taigensis ingår i släktet Suillia och familjen myllflugor. Inga underarter finns listade i Catalogue of Life.